# Palazzo Vettori

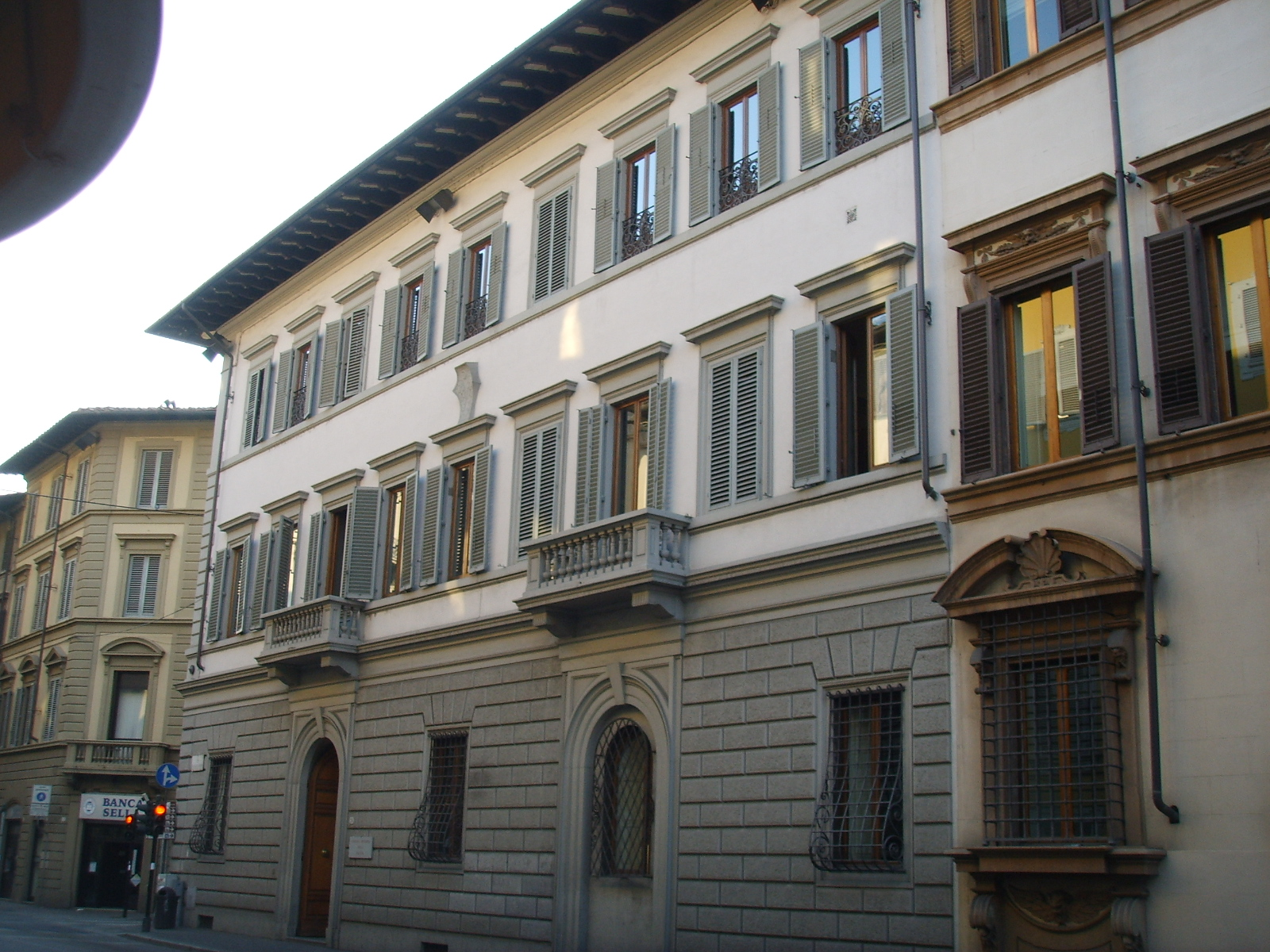
Fachada do Palazzo Vettori.

O Palazzo Vettori é um palácio de Florença que se encontra no nº 26 da Via Cavour. À sua esqurda confina com o Palazzo Bartolommei.

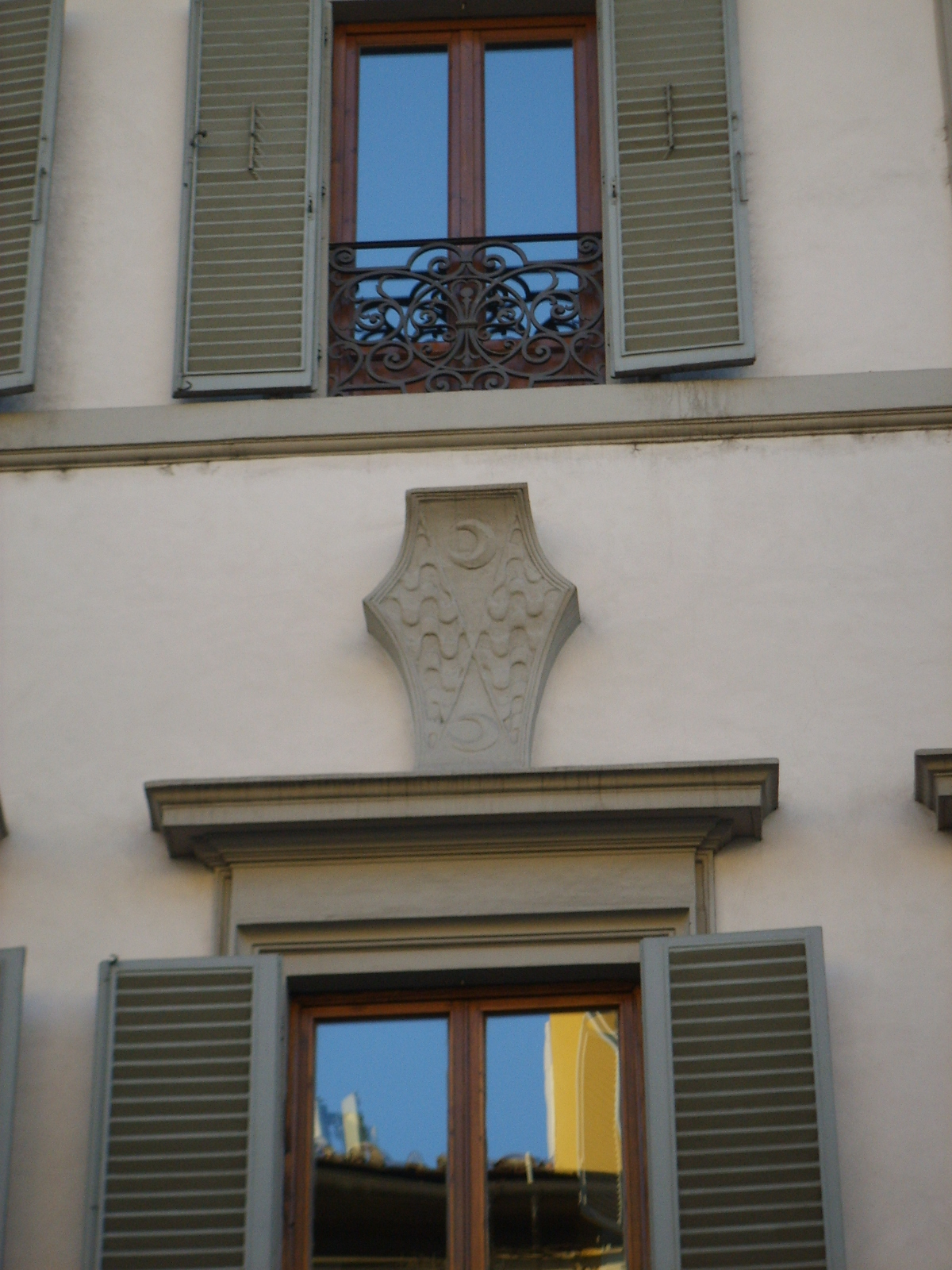
O brasão na fachada

Trata-se dum palácio oitocentista, que no exterior apresenta dois portais encimados por varandas. O piso térreo é revestido com colmeado, enquanto nos dois andares superiores se alinham duas séries de janelas emolduradas.
Actualmente, o palácio é uma das numerosas sedes de gabinetes da Regione Toscana (Região Toscana) na Via Cavour.